# Kornienkî, Velîka Bahacika
Kornienkî (în ucraineană Корнієнки) este localitatea de reședință a comunei Kornienkî din raionul Velîka Bahacika, regiunea Poltava, Ucraina.

## Demografie
Componența lingvistică a localității Kornienkî
     Ucraineană (98,97%)
     Alte limbi (1,04%)
Conform recensământului din 2001, majoritatea populației localității Kornienkî era vorbitoare de ucraineană (98,97%), existând în minoritate și vorbitori de alte limbi.